# Liste von Krankenhäusern in Herne
Die Liste von Krankenhäusern in Herne erfasst vorhandene, ehemals selbständige und ehemalige Krankenhäuser auf dem Gebiet der Stadt Herne.

## Liste
| Name                                   | Ortsteil    | Jahr der Eröffnung | Träger                             | Anmerkungen | Bild |
| -------------------------------------- | ----------- | ------------------ | ---------------------------------- | --- | ---- |
| Marienhospital Herne, Standort Mitte   | Herne-Mitte | 1893               | St. Elisabeth Gruppe               | Das Marien Hospital ist ein Krankenhaus der Maximalversorgung mit 535 Betten und versorgt jährlich 72.000 Patienten. Es ist Universitätsklinikum der Ruhr-Universität Bochum und gehört zur St. Elisabeth Gruppe – Katholische Kliniken Rhein-Ruhr. Ein zweiter Standort war im Stadtteil Börnig. |      |
| Rheumazentrum Ruhrgebiet               | Wanne       | 1894               | St. Elisabeth Gruppe               | Das Rheumazentrum Ruhrgebiet ist auf die Versorgung vom Menschen mit rheumatischen Erkrankungen spezialisiert. Die Klinik wurde als Sol- und Thermalbad Wilhelmsquelle gegründet. Es handelt sich um eine der größten Fachkliniken für Rheumapatienten in Europa. Ergänzender Schwerpunkt ist die Erforschung von Ursachen rheumatischer Erkrankungen und die Mitarbeit an der Entwicklung neuer Medikamente.       |      |
| St. Anna Hospital                      | Wanne       | 1901               | St. Elisabeth Gruppe               | Ein konfessionelles Krankenhaus der Regelversorgung mit 380 Betten. Das St. Anna Hospital hat 1.100 Mitarbeiter und verfügt über zehn Abteilungen. Jährlich werden 87.000 Patienten versorgt. |      |
| St. Marien Hospital Eickel             | Eickel      | 1977               | St. Elisabeth Gruppe               | Die Klinik wurde als Josephs-Krankenhaus gegründet und durch Spenden anliegender Bergwerksgesellschaften finanziert. Eine Neugründung als psychiatrische Klinik erfolgte in den 70er Jahren. Die Einrichtung ist seitdem auf die Versorgung von Menschen mit psychiatrisch-psychosomatischen Erkrankungen spezialisiert. Sie verfügt über 159 stationäre Platze und eine angeschlossene Tagesklinik mit 15 Plätzen. |      |
| Marien Hospital, Standort Börnig       | Börnig      |                    | St. Elisabeth Gruppe               | Das Marien Hospital in Börnig war eine Klinik des Marien Hospital – Universitätsklinikum der Ruhr Universität Bochum. Im Jahr 2016 wurde die Urologische Klinik in den Hauptstandort in Herne-Mitte übernommen. Die Kinderchirurgie wurde im Jahr 2019 geschlossen und ist in das Marienhospital in Witten umgezogen.                                                                                               |      |
| Evangelisches Krankenhaus Herne-Mitte  |             |                    | Evangelischer Verbund Ruhr gGmbH   | Das Ev. Krankenhaus Herne verfügt über 12 Fachkliniken und zwei Kurzzeitbehandlungszentren. Es ist nach DIN EN ISO 9001 und MAAS-BGW zertifiziert und Akademisches Lehrkrankenhaus der Universität Duisburg-Essen. Weiterer Standort ist die Klinik in der Hordeler Straße in Herne-Eickel. Beide Standorte haben gemeinsam 445 Betten und 1.000 Beschäftigte.                                                      |      |
| LWL Maßregelvollzugsklinik Herne       | Wanne       | 2011               | Landschaftsverband Westfalen-Lippe | Die LWL Maßregelvollzugsklinik ist eine Fachklinik für Therapie und Sicherheit mit 90 Therapieplätzen, spezialisiert auf Psychosen und Persönlichkeitsstörungen. Die LWL Maßregelvollzugsklinik ist dafür konzipiert, den Bedarf an Maßregelvollzugsplätzen im Bereich des Landgerichtsbezirks Bochum abzudecken.                                                                                                   |      |
| Evangelisches Krankenhaus Herne-Eickel | Eickel      |                    | Evangelischer Verbund Ruhr gGmbH   | Ein konfessionelles Krankenhaus der Regelversorgung und Akademisches Lehrkrankenhaus in Herne mit 445 Betten an zwei Standorten und 1.000 Mitarbeitern. Das Ev. Krankenhaus Herne verfügt über 12 Fachkliniken und zwei Kurzzeitbehandlungszentren. |      |